# Höpfingen
Höpfingen es un municipio situado en el distrito de Neckar-Odenwald, en el estado federado de Baden-Wurtemberg (Alemania), con una población a finales de 2016 de unos 3007 habitantes.
Se encuentra ubicado al norte del estado, en la región de Karlsruhe, en la selva de Oden, a poca distancia  del río Neckar y de las fronteras con el estado de Hesse y el de Baviera (Baja Franconia).